# Union List of Artist Names
El Union List of Artist Names, también conocido por su sigla ULAN es un índice y glosario estructurado que a noviembre de 2021, ULAN contiene 527,259 registros y 1,465,992 nombres (incluidas las cargas inmediatamente pendientes y contabilizando sus seudónimos, las distintas maneras de escribirlo, transliteraciones, variantes en diversos idiomas, cambios de nombre, por ejemplo por matrimonio, religión o naturalización como ciudadano de un país que lo exija). En el registro, está marcado cuál es el nombre más usado o preferido.
ULAN individualiza a cada artista con un número único que lo identifica. En total hay 125 000 artistas en el registro que incluye además la fuente y los artistas relacionados. La edición está a cargo del Getty Research Institute (Instituto de Investigación Getty).
Aunque se despliega como una lista, su estructura es la de un tesauro y cumple con las normas ISO y NISO sobre la construcción de los mismos. 
ULAN representa un recurso importante para archivos bibliotecas y museos en la clasificación e indexción de bienes culturales. El Getty Research Institute participa con su tesauro ULAN en el Virtual International Authority File.

## Contribuciones y consultas
La manera en que se incrementa el tesauro es a través de contribuciones tanto internas (de los proyectos Getty) como externas, provenientes de otras instituciones (archivos, bibliotecas y museos, colecciones, proyectos de procesamiento documental y bibliográfico, grandes proyectos de traducción). Se puede decir que contribuyentes y usuarios en buena medida coinciden. 
Las consultas y utilización de la información del tesauro pueden realizarse sin costo en el sitio oficial de ULAN, cuando se trata de buscar datos individuales. Además, se puede obtener una licencia para acceder a los datos («en bruto», sin procesar) en formato XML y en forma de tablas relacionales. Finalmente, también es posible obtenerlos en formato LOD (linked open data).